# 伊斯特島
44°16′N 14°46′E / 44.267°N 14.767°E
伊斯特島是克羅地亞的島嶼，位於亞得里亞海，由扎達爾縣負責管轄，面積9.65平方公里，海岸線長度35.222公里，主要經濟活動有漁業和旅遊業，2001年人口202。

## 外部連結
- Ist
- Socio-Geographic Transformation of Ist Island